# Torku Şekerspor/Saison 2013
Dieser Artikel listet Erfolge und Fahrer des Radsportteams Torku Şekerspor in der Saison 2013 auf.

## Erfolge in der UCI Africa Tour
| Datum    | Rennen                   | Kat. | Sieger           |
| -------- | ------------------------ | ---- | ---------------- |
| 12. März | 2. Etappe Tour d’Algérie | 2.2  | Serhij Hretschyn |
| 21. März | 1. Etappe Tour de Blida  | 2.2  | Mustafa Sayar    |
| 3. April | 6. Etappe Tour du Maroc  | 2.2  | Ahmet Örken      |

## Erfolge in der UCI Asia Tour
| Datum             | Rennen                                       | Kat. | Sieger             |
| ----------------- | -------------------------------------------- | ---- | ------------------ |
| 20. Juni          | Kasachische Meisterschaft – Einzelzeitfahren | CN   | Andrei Misurow     |
| 8. Juli           | 2. Etappe Tour of Qinghai Lake               | 2.HC | David de la Fuente |
| 2. November       | 1. Etappe Tour of Taihu Lake                 | 2.1  | Jurij Metluschenko |
| 3. November       | 2. Etappe Tour of Taihu Lake                 | 2.1  | Jurij Metluschenko |
| 4. November       | 3. Etappe Tour of Taihu Lake                 | 2.1  | Jurij Metluschenko |
| 5. November       | 4. Etappe Tour of Taihu Lake                 | 2.1  | Jurij Metluschenko |
| 10. November      | 9. Etappe Tour of Taihu Lake                 | 2.1  | Jurij Metluschenko |
| 2. – 10. November | Gesamtwertung Tour of Taihu Lake             | 2.1  | Jurij Metluschenko |

## Erfolge in der UCI Europe Tour
| Datum           | Rennen                                            | Kat. | Sieger             |
| --------------- | ------------------------------------------------- | ---- | ------------------ |
| 26. April       | 6. Etappe Presidential Cycling Tour of Turkey     | 2.HC | Mustafa Sayar      |
| 21. – 28. April | Gesamtwertung Presidential Cycling Tour of Turkey | 2.HC | Mustafa Sayar      |
| 2. Mai          | 2. Etappe Tour de Azerbaijan                      | 2.2  | Serhij Hretschyn   |
| 1. – 5. Mai     | Gesamtwertung Tour de Azerbaijan                  | 2.2  | Serhij Hretschyn   |
| 20. Juni        | Türkische Meisterschaft – Einzelzeitfahren        | CN   | Bekir Baki Akırşan |
| 20. Juni        | Türkische Meisterschaft – Einzelzeitfahren (U23)  | CN   | Bekir Baki Akırşan |
| 21. Juni        | Türkische Meisterschaft – Straßenrennen           | CN   | Nazim Bakırcı      |
| 21. Juni        | Türkische Meisterschaft – Straßenrennen (U23)     | CN   | Bekir Baki Akırşan |

## Zugänge – Abgänge
| Zugänge            | Team 2012                     | Abgänge                         | Team 2013    |
| ------------------ | ----------------------------- | ------------------------------- | ------------ |
| David de la Fuente | Caja Rural                    | Wolodymyr Bileka                | Unbekannt    |
| Andrei Misurow     | Amore & Vita                  | Mustafa Sayar (bis 31. Oktober) | Karriereende |
| Ahmet Akdilek      | Salcano-Arnavutköy            |                                 |              |
| Serhat Sert        | Konya Torku Şeker Spor-Vivelo |                                 |              |

## Mannschaft
| Name               | Geburtstag        | Nationalität |
| ------------------ | ----------------- | ------------ |
| Ahmet Akdilek      | 10. März 1988     | Türkei       |
| Bekir Baki Akırşan | 1. November 1991  | Türkei       |
| Muhammet Atalay    | 15. Mai 1989      | Türkei       |
| Nazim Bakırcı      | 29. Mai 1986      | Türkei       |
| İlhan Çelik        | 10. Juni 1993     | Türkei       |
| Secaattin Dazkirli | 10. März 1990     | Türkei       |
| David de la Fuente | 4. Mai 1981       | Spanien      |
| Serhij Hretschyn   | 9. Juni 1979      | Ukraine      |
| Miraç Kal          | 7. August 1987    | Türkei       |
| Fatih Keleş 1      | 31. März 1993     | Türkei       |
| Jurij Metluschenko | 4. Januar 1976    | Ukraine      |
| Andrei Misurow     | 16. März 1973     | Kasachstan   |
| Ahmet Örken        | 12. März 1993     | Türkei       |
| Hüseyin Özcan      | 20. Januar 1988   | Türkei       |
| Rasim Reis         | 16. November 1992 | Türkei       |
| Serhat Sert        | 1. Januar 1987    | Türkei       |
| Behçet Usta        | 8. Februar 1985   | Türkei       |